# Ludo srce
Ludo srce drugi je studijski album Cece Ražnatović, tada Veličković. Izdao ga je PGP RTB u lipnju 1989. godine.
Album je prodan u nakladi od 200 000 primjeraka.

## Popis pjesama
| Br. | Skladba                     | Trajanje |
| --- | --------------------------- | -------- |
| 1.  | »Ludo srce«                 | 4:20     |
| 2.  | »Lepotan«                   | 3:50     |
| 3.  | »Budi dečko moj«            | 3:15     |
| 4.  | »Greška«                    | 3:50     |
| 5.  | »Zabraniću srcu da te voli« | 3:15     |
| 6.  | »Dođi...«                   | 4:00     |
| 7.  | »Hej, ljubavi, ljubavi«     | 3:30     |
| 8.  | »3:08«                      | 3:08     |

## Izdanja
| Regija | Datum        | Izdavač | Format(i)  |
| ------ | ------------ | ------- | ---------- |
| SFRJ   | lipanj 1989. | PGP RTB | LP, kaseta |

## Suradnici
- Producent: Dobrivoje Ivanković
- Glazba, tekst, aranžman: Mirko Kodić
- Aranžman: Aleksandar Ilić
- Fotografije: Milorad Isailović

## Glazbeni spotovi
- 2. »Lepotan«
- 5. »Zabraniću srcu da te voli«